# Xavier Milian i Nebot
Xavier Milian i Nebot (Reus, 27 d'octubre de 1984) és un activista polític i escriptor català. És llicenciat en Història per la Universitat de Barcelona i en Periodisme per la Universitat Rovira i Virgili. Màster en Ciències Polítiques a la Universitat Oberta de Catalunya i en Dret Públic a la Universitat Rovira i Virgili. Doctor en Dret per la Universitat de València.
Era militant de Maulets el 2000. Impulsor de Ràdio Terra. Actualment és soci del Casal Despertaferro i és militant de la Candidatura d'Unitat Popular (CUP) i de la Coordinadora Obrera Sindical.
Fou cap de llista de la demarcació de Tarragona per la CUP a les eleccions al Parlament de Catalunya posteriors al referèndum del 2017.
La seva parella és Laia Estrada, amb qui te un fill.

## Obra publicada

### Com a editor
- 2017: L'incendi perdurable. La qüestió nacional a l'Estat espanyol d'Andreu Nin, amb pròleg de Pelai Pagès editat per Lo Diable Gros i distribuït per Virus Editorial.[3]
- 2021: Republicanisme, catalanisme i socialisme. Gabriel Alomar, escrit conjuntament amb Roc Solà.
- 2022: 100 anys de marxisme i qüestió nacional als Països Catalans (1910-2010), publicat per Tigre de Paper.

### Com a autor
- 2019: Dos models d'economies perifèriques antagònics des de la perspectiva de la justícia ambiental: la Ribera d'Ebre i el Priorat, Revista Catalana de Dret Ambiental, Núm. 2.[5]
- 2019: El poder del poble. L'autoorganització veïnal dels CDR, amb pròleg de Jordi Muñoz.[6][7]
- 2020: Sortim de l'UCI. Proposta per una sanitat pública escrit conjuntament amb Laia Estrada Cañón.[8]
- 2021: Una nova panoràmica de la història del catalanisme. Lleida: Pagès Editors. ISBN 978-84-1303-281-8
- 2021: Agustí Roquetes. Sindicalisme de trinxera.